# Медаль Фрідріха Беке
Медаль Фрідріха Бекке — нагорода Австрійського мінералогічного товариства в галузі мінералогії. Премія була заснована в 1955 році та названа на честь Фрідріха Беке. Дизайн таблички був розроблений Арнольдом Гартігом; Штамп для карбування знаходиться в колекції марок Кабінету монет Художньо-історичного музею Відня.

## Інтернет-ресурси
- Webseite
- Vera M. F. Hammer, Franz Pertlik: Ehrentitel und Auszeichnungen, verliehen durch die Österreichische Mineralogische Gesellschaft. (PDF, 1,3 MB)